# Брони (Италия)
Брони (итал. Broni) — коммуна в Италии, располагается в регионе Ломбардия, подчиняется административному центру Павия.
Население составляет 9279 человек (на 2004 г.), плотность населения составляет 467 чел./км². Занимает площадь 20 км². Почтовый индекс — 27043. Телефонный код — 0385.
Покровителем населённого пункта считается San Contardo.

## Города-побратимы
- Феррара, Италия (2001)